# 波蘭政治
波蘭是一個採用單一制及議會制的代議民主共和國，總統是國家元首，總理則是政府首腦。行政權由總統和政府所有。政府的大多數部長是國會中多數黨的議員。政府由總統提名，並必須得到眾議院的承認。立法權由國會所有，波蘭為兩院制國家，眾議院議員通過比例代表制選舉產生。只有得票數超過5%的政黨才能進入國會（少數民族政黨除外）。議會每四年至少選舉一次。總統是波蘭的國家元首和波蘭軍隊的最高統帥，有否決議會通過法案的權利，但在其他方面大多只有象徵性權力。總統通過選舉產生，每五年選舉一次。

## 否決議會通過的法律
2021年12月，波蘭總統杜達行使權力，駁回國會早前通過的《傳媒法》。